# Pithecia hirsuta
O cabeludo (Pithecia hirsuta) é uma espécie de parauacu, um tipo de platirrino no Novo Mundo. É encontrada no norte do Peru, sul da Colômbia e uma pequena porção do noroeste do Brasil.

## Taxonomia
Foi descrito em 1823 por Johann Baptist von Spix, mas mais tarde foi fundido com o cuxiú (P. monachus). No entanto, um estudo de 2014 o reviveu como uma espécie distinta com base nas diferenças na coloração da pelagem. American Society of Mammalogists, a Lista Vermelha da IUCN e o ITIS seguem esta classificação.

## Distribuição
Esta espécie é encontrada aproximadamente na intersecção entre Brasil, Peru e Colômbia, e se estende a oeste do Rio Negro, ao norte do Rio Solimões e Rio Napo, e ao sul do Rio Japurá. Não se sabe a que distância a oeste ela ocorre e onde fica a fronteira entre esta espécie e o saquê de Miller (P. milleri).

## Descrição
Pode ser considerado o mais uniforme e simples dos parauacus, com pouquíssimas diferenças de coloração entre machos e fêmeas. Ambos são de coloração predominantemente agouti enegrecida.

## Status
Acredita-se que esta espécie esteja ameaçada pela exploração madeireira e pela caça ilegal e, portanto, acredita-se que sua população esteja diminuindo. Às vezes, eles também são encontrados no comércio de animais de estimação. No entanto, esta espécie permanece pouco conhecida e, portanto, é classificada como deficiente em dados na Lista Vermelha da IUCN.